# Breeda Wool
Breeda Wool es una actriz, escritora y productora estadounidense. Es conocida por sus papeles de Lou Linklatter en la serie dramática criminal de Audience Sr. Mercedes (2017-2019) y Faith Duluth en la serie dramática Lifetime / Hulu Unreal (2015-2018).
Sus principales créditos cinematográficos incluyen AWOL (2016), XX (2017), Automatic at Sea (2016), Erasing Eden (2016) y Craters of the Moon (2013).
Wool también apareció como Victoria en la serie digital de Amazon Betas (2013). Hizo apariciones especiales en Famous in Love de Freeform (2017-2018), Midnight, Texas de NBC (2017-2018), Law & Order: Special Victims Unit, dos episodios de Law & Order: Criminal Intent (2001-2011), el final de la serie de dos horas de CSI: Crime Scene Investigation (2000-2015), y Room 104 de HBO (2020).

## Primeros años
Wool nació y creció en Urbana, Illinois. Wool supo que quería ser artista desde una edad temprana. Protagonizó numerosas producciones teatrales a lo largo de su carrera en la escuela primaria y secundaria, antes de que su talento le valiera una beca de teatro musical para Wagner College. Mientras estuvo allí, hizo la transición del teatro a los cortometrajes, protagonizando el cortometraje de posgrado de la Universidad de Columbia, Dandelion Fall. Su deseo de dedicarse a la actuación después de la universidad la llevó a la ciudad de Nueva York, donde pasó diez años actuando en teatro, recitando Shakespeare, sketches cómicos y danza de movimiento de vanguardia antes de mudarse a Los Ángeles. Desde que se mudó, ha seguido cultivando su oficio tomando una clase semanal en Imagined Life Theatre.
El difunto padre de Wool era un "científico guitarrista irlandés salvaje" y su madre, a quien admira mucho, es una "nena de playa artista de California" que estudió en Irlanda, donde se conocieron. Ambos eran profesores universitarios.

## Educación
Wool se graduó en Wagner College, donde obtuvo una triple especialización en Psicología, Teatro y Filosofía. Wool estudió actuación en el Imagined Life Theatre de 2010 a 2013.

## Carrera
En 2010, Wool comenzó a actuar con el grupo de comedia de improvisación Upright Citizens Brigade. En 2010, Wool protagonizó el cortometraje aclamado por la crítica AWOL, que recibió el reconocimiento del Sundance Women in Film Panel y los Premios Gotham antes de ser adaptado como largometraje en 2016. Fue premiada como Mejor Actriz de Cortometrajes en 2013 por el Festival de Cine de Woods Hole por su papel en el cortometraje Lambing Season.
Apareció en varios otros cortometrajes, incluidos The Slows (2018), Rflktr (2018), Midnight Confession (2017), The Boy Who Cried Fish! (2016), y Dandelion Fall (2007), entre otros.

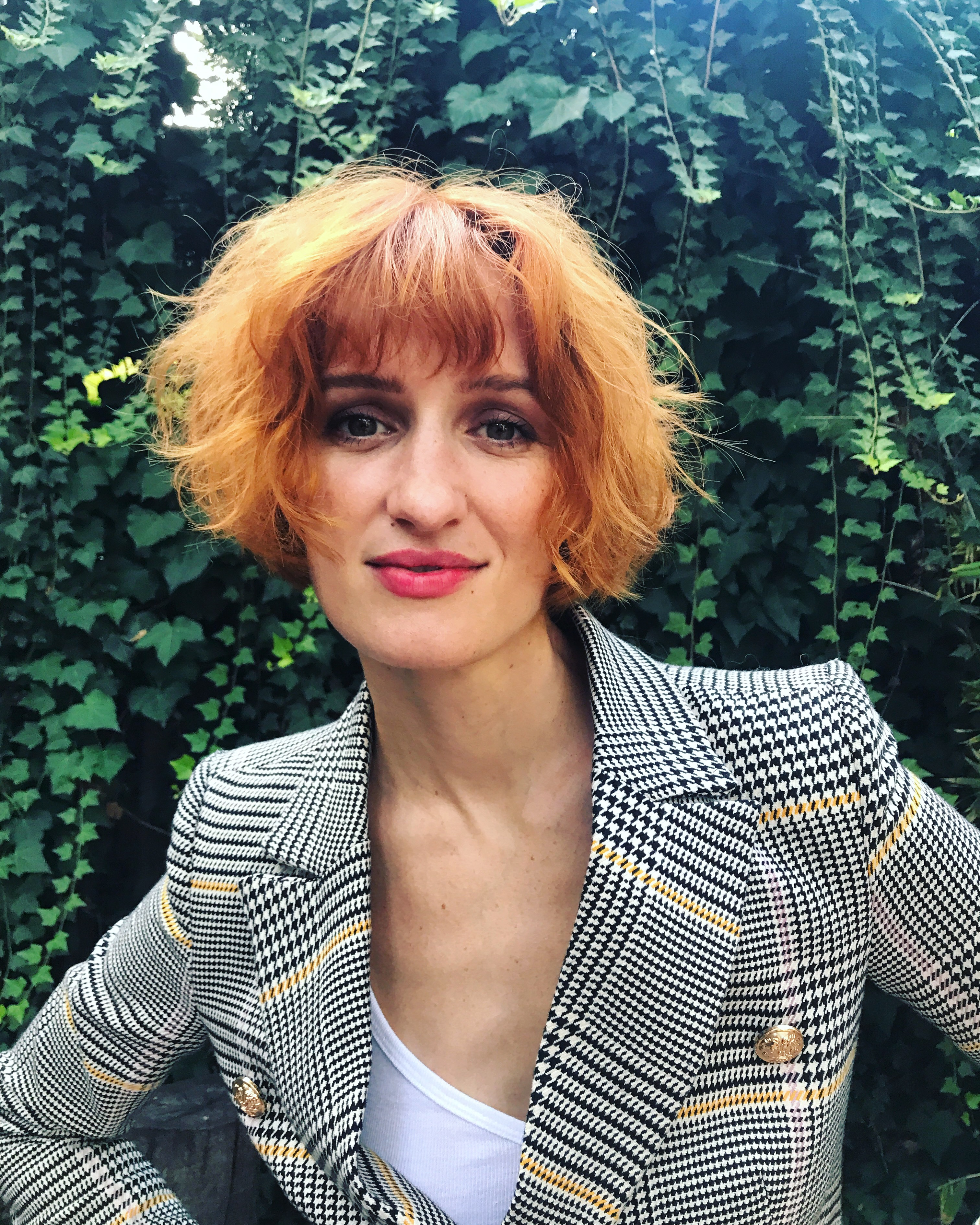
En Mr. Mercedes

Apareció en el vídeo musical de Metallica para "Confusion". Wool ha aparecido en varios programas de televisión, incluidos The Affair (2018), Famous in Love (2017), Vice Principals (2017), Midnight, Texas (2017), Strangers (2017), CSI: Crime Scene Investigation (2015), Weeds (2010), Law & Order: Special Victims Unit (2010) y Law & Order: Criminal Intent (2007, 2009).
Wool fue productora ejecutiva y coguionista del largometraje Mother's Little Helpers. También fue productora de Rflktr (2018) y Miss Miao (2014), además de escritora del cortometraje Shelton's Oasis (2013).
En 2013, Wool interpretó a Victoria en la serie web Betas de Amazon.
En 2015, Wool apareció en la primera temporada de UnREAL como Faith, una lesbiana cristiana en el armario. Repitió su papel de Faith en una serie web derivada de 2017, The Faith Diaries, y regresó a UnREAL en la cuarta temporada.
En 2017, Wool fue elegida como una serie regular en el drama criminal de Audience Sr. Mercedes, una serie basada en la trilogía de Bill Hodges de Stephen King. Sr. Mercedes fue renovado por una tercera temporada en la cadena Audience.

## Vida personal
Wool practica Yoga, juega voleibol, dibuja y toma lecciones de piano. Wool prefiere la comida vegetariana.
Wool vive en Los Ángeles, California con su novio Matt Friedman. Friedman, productor musical y músico, es abiertamente feminista . Tienen una hija nacida en junio de 2020.

## Filmografía

### Películas
| Año  | Título                                    | Papel                             | Notas                  |
| ---- | ----------------------------------------- | --------------------------------- | ---------------------- |
| 2007 | Black Hole                                | Christine                         | Cortometraje           |
| 2007 | Dandelion Fall                            | Billie                            | Cortometraje           |
| 2009 | Dumping Lisa                              | Anfitriona del club de striptease |                        |
| 2010 | The Masterpiece                           | La Periodista                     |                        |
| 2010 | AWOL                                      | Rayna                             | Cortometraje           |
| 2011 | Bee                                       | Christine                         | Cortometraje           |
| 2013 | Craters of the Moon                       | Molly                             |                        |
| 2013 | Shelton's Oasis                           | Bridgette                         | Cortometraje           |
| 2013 | Santa Monica                              | Esposa discutiendo                | Cortometraje           |
| 2013 | Home                                      | Mujer salvaje alfa                | Cortometraje           |
| 2013 | Lambing Season                            | Bridget                           | Cortometraje           |
| 2014 | Upstairs                                  | Piper Olsen                       | Cortometraje           |
| 2014 | Miss Miao                                 | Patrice                           | Cortometraje           |
| 2014 | Disaster Preparedness                     | Rose                              | Cortometraje           |
| 2015 | Rhie: The New Sovereignty                 | Modelo                            | Cortometraje           |
| 2015 | White Cops and Unarmed Civilians Playset! |                                   | Cortometraje           |
| 2015 | I'll Eat You Alive                        | Martha                            | Cortometraje           |
| 2016 | AWOL                                      | Rayna                             |                        |
| 2016 | The Boy Who Cried Fish!                   | Miranda                           | Cortometraje           |
| 2016 | Jo Cool                                   | Emcee                             | Cortometraje           |
| 2016 | Erasing Eden                              | Eden                              |                        |
| 2016 | Automatic at Sea                          | Grace                             |                        |
| 2017 | XX                                        | Gretchen                          | Segmento: "Don't Fall" |
| 2017 | Midnight Confession                       | Donna Donna                       | Cortometraje           |
| 2018 | Rflktr                                    | Capitana Ezra Avery               | Cortometraje           |
| 2018 | A Place to Stay                           | Rose                              | Cortometraje           |
| 2018 | Breaking News                             | Carol Kelly                       | Cortometraje           |
| 2018 | The Slows                                 | Greta                             | Cortometraje           |
| 2019 | Mother's Little Helpers                   | Julia Pride                       |                        |
| 2019 | Long Time Listener, First Time Caller     | Nan                               | Cortometraje           |
| 2021 | Mass                                      | Judy                              |                        |
| 2021 | Ultrasound                                | Cyndi                             |                        |
| 2022 | The Seven Faces of Jane                   | Jane B                            |                        |
| 2023 | Birth/Rebirth                             | Emily                             |                        |
| 2024 | Detained                                  | Sarah                             |                        |

### Televisión
| Año           | Título                              | Papel              | Notas                                             |
| ------------- | ----------------------------------- | ------------------ | ------------------------------------------------- |
| 2007          | Law & Order: Criminal Intent        | Manifestante No. 1 | Episodio: "Offense"                               |
| 2009          | Law & Order: Criminal Intent        | Mujer              | Episodio: "Identity Crisis"                       |
| 2010          | Law & Order: Special Victims Unit   | Lynn Drexel        | Episodio: "Savior"                                |
| 2010          | Weeds                               | Agente de embarque | Episodio: "Theoretical Love Is Not Dead"          |
| 2012          | The Boring Life of Jacqueline       | Breeda             | Episodio: "The Close Encounter"                   |
| 2013–2014     | Betas                               | Victoria           | 5 episodios                                       |
| 2015          | CSI: Immortality                    | Rebecca O'Bryan    | Película de televisión                            |
| 2015–2018     | UnREAL                              | Faith Deluth       | 11 episodios                                      |
| 2016          | UnREAL: The Faith Diaries           | Faith Deluth       | Serie web                                         |
| 2016          | Slumber Party                       | Ella misma         | Episodio: "Breeda Wool"                           |
| 2016          | Dream Corp LLC                      | Madre (voz)        | 2 episodios                                       |
| 2017          | Strangers                           | Zoe                | Episodio: "Honeymooners"                          |
| 2017          | Midnight, Texas                     | Bowie              | Episodio: "Angel Heart"                           |
| 2017          | Vice Principals                     | Lynn Russell       | Episodio: "Think Change"                          |
| 2018          | Famous in Love                      | Marva Dunwoody     | Episodio: "Guess Who's (Not) Coming to Sundance?" |
| 2018          | The Affair                          | Sra. Cruz          | Episodio: #4.6                                    |
| 2019          | GLOW                                | Denise             | 2 episodios                                       |
| 2017–2019     | Sr. Mercedes                        | Lou Linklatter     | Personaje regular                                 |
| 2020          | The Walking Dead                    | Aiden              | Episodio: "What We Become"                        |
| 2020          | Room 104                            | Poppy March        | Episodio: "Bangs"                                 |
| 2022–presente | National Treasure: Edge of History  | Kacey              | 10 episodios                                      |
| 2024          | The Walking Dead: The Ones Who Live | Aiden              | Episodio: "Gone"                                  |